# Réfrigérateur à énergie solaire

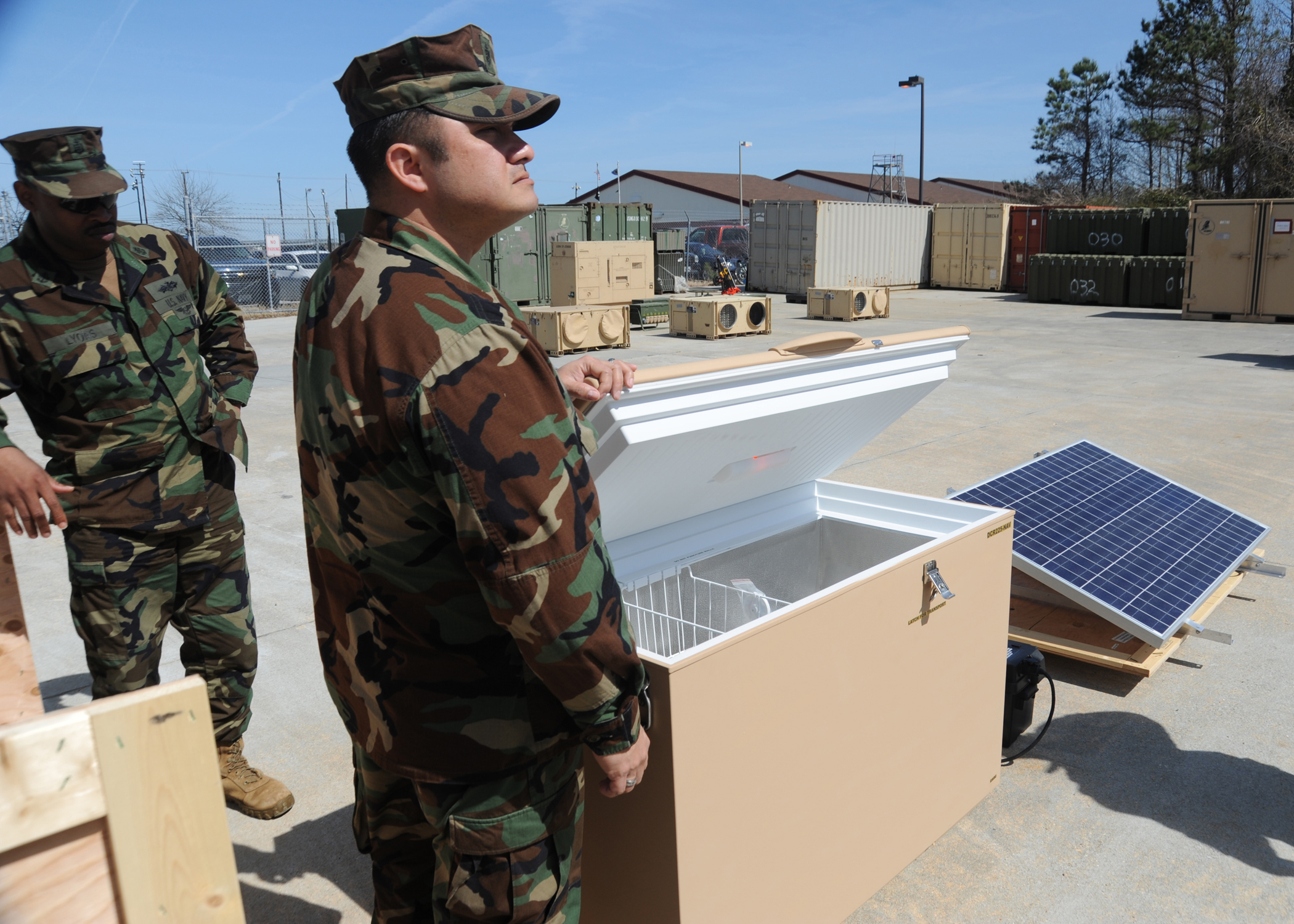
Les techniciens de soutien Naval Special Warfare reçoivent une formation spéciale sur un réfrigérateur à énergie solaire.

Un réfrigérateur à énergie solaire ou réfrigérateur solaire est un réfrigérateur fonctionnant à l'énergie directement fournie par le soleil de type photovoltaïque ou thermique.
Les réfrigérateurs à énergie solaire sont conçus pour garder au frais les denrées périssables telles que la viande et les produits laitiers sous les climats chauds et servent notamment à conserver des vaccins à  température de conservation.
Ils sont généralement utilisés dans des endroits hors réseau électrique publique.

## Histoire
À l'Exposition universelle de Paris de 1878, l'ingénieur Augustin Mouchot présente le moteur Mouchot et remporte une médaille d'or pour ses travaux, notamment la production de glace à l'aide de la chaleur solaire concentrée.

« Dans les pays développés, branchez-vous en toute sécurité, mais dans les pays en développement, où l'approvisionnement en électricité n'est peut-être peu fiable, des technologies de réfrigération alternatives sont nécessaires »

Les réfrigérateurs solaires ont été introduits dans les pays en voie de développement pour réduire l'utilisation de glacières à absorption alimentées au kérosène ou au gaz, qui sont les dispositifs les plus courants. Celles-ci sont utilisées pour le stockage des vaccins et les usages domestiques dans les zones d'alimentation électrique faible ou inexistante,. Ces glacières sont responsables de la production de grandes quantités de dioxyde de carbone car elles brûlent un litre de kérosène par jour, ce qui d'autre part nécessite un approvisionnement constant en carburant coûteux et malodorant. Elles peuvent également être difficiles à régler, geler accidentellement des médicaments ou provoquer la perte d'aliments sains. L'utilisation du kérosène comme combustible est aujourd'hui largement déconseillée pour trois raisons : le coût récurrent du combustible, la difficulté de maintenir une température précise et le risque de provoquer des incendies.
En 2019 a été produit un réfrigérateur portable, grand public, à énergie solaire utilisant un compresseur sans balai, une batterie au lithium et des panneaux solaires. Cet appareil permet de garder les aliments et les boissons au frais sans glace et peut également recharger un téléphone.

## Technologie
Les réfrigérateurs solaires possède une couche d'isolation épaisse et un compresseur fonctionnant sur courant continu. Traditionnellement, les réfrigérateurs et les refroidisseurs de vaccins à énergie solaire utilisent des panneaux solaires pour la production d'électricité et des batteries au plomb pour la stocker pendant les jours nuageux et la nuit pour continuer à assurer leur service. Ces réfrigérateurs sont coûteux et nécessitent des accumulateurs lourds qui ont tendance à se détériorer, en particulier dans les climats chauds, ou sont mal utilisées à d'autres fins,. De plus, les batteries ont besoin d'entretien, doivent être remplacées environ tous les trois ans et constituent des déchets dangereux pouvant entraîner une pollution par le plomb. Ces problèmes plus les coûts plus élevés qui en résultent ont été des freins à l'utilisation de réfrigérateurs à énergie solaire dans les régions en voie de développement,.
Au milieu des années 1990, la NASA a breveté un réfrigérateur à énergie solaire qui utilisait un matériau à changement de phase plutôt qu'une batterie pour stocker l'énergie. Des produits industriels actuels reprennent cette technologie et sont commercialisés pour stocker des denrées alimentaires et des vaccins. Les réfrigérateurs solaires à entraînement direct ne nécessitent pas de batteries, mais de l'énergie thermique solaire, qui est stockée chimiquement. Ces réfrigérateurs sont de plus en plus utilisés pour stocker des vaccins dans des zones reculées.

## Usage
Les réfrigérateurs et d'autres appareils solaires à énergie solaire sont couramment utilisés par les personnes vivant hors réseau. Ils fournissent un moyen de préserver les aliments sans raccord au réseau électrique public. Les réfrigérateurs solaires sont de ce fait aussi utilisés dans les refuges et les camps comme alternative aux réfrigérateurs à absorption, car ils peuvent fonctionner en toute sécurité toute l'année. Ils maintiennent des fournitures médicales à des températures appropriées dans des endroits éloignés et permettent le stockage temporaire du gibier chassé.